# يوتيبا فولا نجار
يوتيبا فولا نجار رمزها «JP» (بالإنجليزية: Jyotiba  Phule  Nagar)‏ ، هو تقسيم إداري لدولة الهند تتبع ولاية أتر برديش (بالإنجليزية: Uttar  Pradesh)‏ ، مركزها هو مدينة امروها (بالإنجليزية: Amroha)‏ عدد سكانها حسب تعداد سنة 2001 هو 1,499,193 ، مساحتها 2,321 كم² وكثافة السكان 646 لكل كم² .